# Province de Saucarí
La province de  Saucarí (en espagnol : Provincia de  Saucarí) est une des 16 provinces du département d'Oruro, en Bolivie. Son chef-lieu est la ville de Toledo.